# Tongrube Ochtersum
Tongrube Ochtersum este o arie protejată (arie specială de conservare — SAC, sit de importanță comunitară — SCI) din Germania întinsă pe o suprafață de 1,42 ha, integral pe uscat.

## Localizare
Centrul sitului Tongrube Ochtersum este situat la coordonatele 52°07′44″N 9°56′24″E / 52.1289°N 9.94°E.

## Înființare
Situl Tongrube Ochtersum a fost declarat sit de importanță comunitară în octombrie 1998 pentru a proteja 2 specii de animale. Situl a fost protejat și ca arie specială de conservare în septembrie 2004.

## Biodiversitate
Situată în ecoregiunea continentală, aria protejată conține 1 habitat natural: Lacuri eutrofice naturale cu vegetație de tip Magnopotamion sau Hydrocharition.
La baza desemnării sitului se află mai multe specii protejate de  amfibieni (2): izvoraș-cu-burta-galbenă (Bombina variegata), triton cu creastă (Triturus cristatus).